# Сидоренко, Павел Валерьевич
Павел Валерьевич Сидоренко (26 марта 1987, Фрунзе, Киргизская ССР, СССР) — киргизский футболист. Бывший полузащитник национальной сборной Кыргызстана.

## Карьера

### Клубная
Начинал свою взрослую карьеру в молодежной сборной страны, которая в 2004 году выступала в высшей лиге Кыргызстана.
С 2007 по 2012 годы играл за клуб «Абдыш-Ата» из Канта. В составе команды он трижды выигрывал Кубок Кыргызстана.
С 2012 года хавбек выступал за «Алгу», также в первой половине 2014 года играл в составе «Алая». С 2017 года играет за «Дордой».

### В сборной
В составе олимпийской сборной Кыргызстана участник Азиатских игр 2010 года, сыграл 3 матча и забил 1 гол.
В национальную сборную Кыргызстана вызывается с 2007 года. Дебютный матч сыграл 21 августа 2007 года против Сирии, заменив на 74-й минуте Даврона Аскарова.
Принимал участие в Кубке вызова АФК 2010 года (3 матча) и Кубке Азии 2019 года (не сыграл ни одного матча).
Всего за национальную команду (по состоянию на январь 2019 года) сыграл 27 матчей, голов не забивал. В 2019 году завершил карьеру. В мае 2020 года стало известно, что Павел Сидоренко вошел в тренерский штаб киргизской команды «Илбирс».

## Достижения
- Обладатель Кубка Кыргызстана (3): 2007, 2009, 2011.